# 1800년 협약
1800년 협약(영어: Convention of 1800), 또는 모르트퐁텐 조약(프랑스어: Traité de Mortefontaine)으로도 알려진 이 협약은 1800년 9월 30일 미국과 프랑스에 의해 체결되었다. 이름의 차이는 1778년 프랑스와 미국 간의 동맹 조약과 통상 조약에 대한 분쟁으로 인해 의회가 조약 체결에 민감했기 때문이었다.
이 협약은 1778년 협정을 종료하고, 양국 간 '자유 무역, 자유 상품' 원칙을 확인했으며, 주로 카리브 제도에서 벌어진 미선포 해상 전쟁인 1798년~1800년 유사전쟁을 끝냈다. 그러나 이 협약은 유사전쟁 이전과 도중에 미국 선주들이 겪은 손실에 대한 보상 문제를 해결하지 못했고, 그 결과 1801년 12월까지 의회의 승인을 받지 못했다.
이 협약은 양국 간의 마찰 영역을 제거함으로써 프랑스-미국 관계를 재정립했고, 궁극적으로 1803년 루이지애나 매입을 촉진했다.

## 배경
- 루이지애나
- 스페인령 플로리다

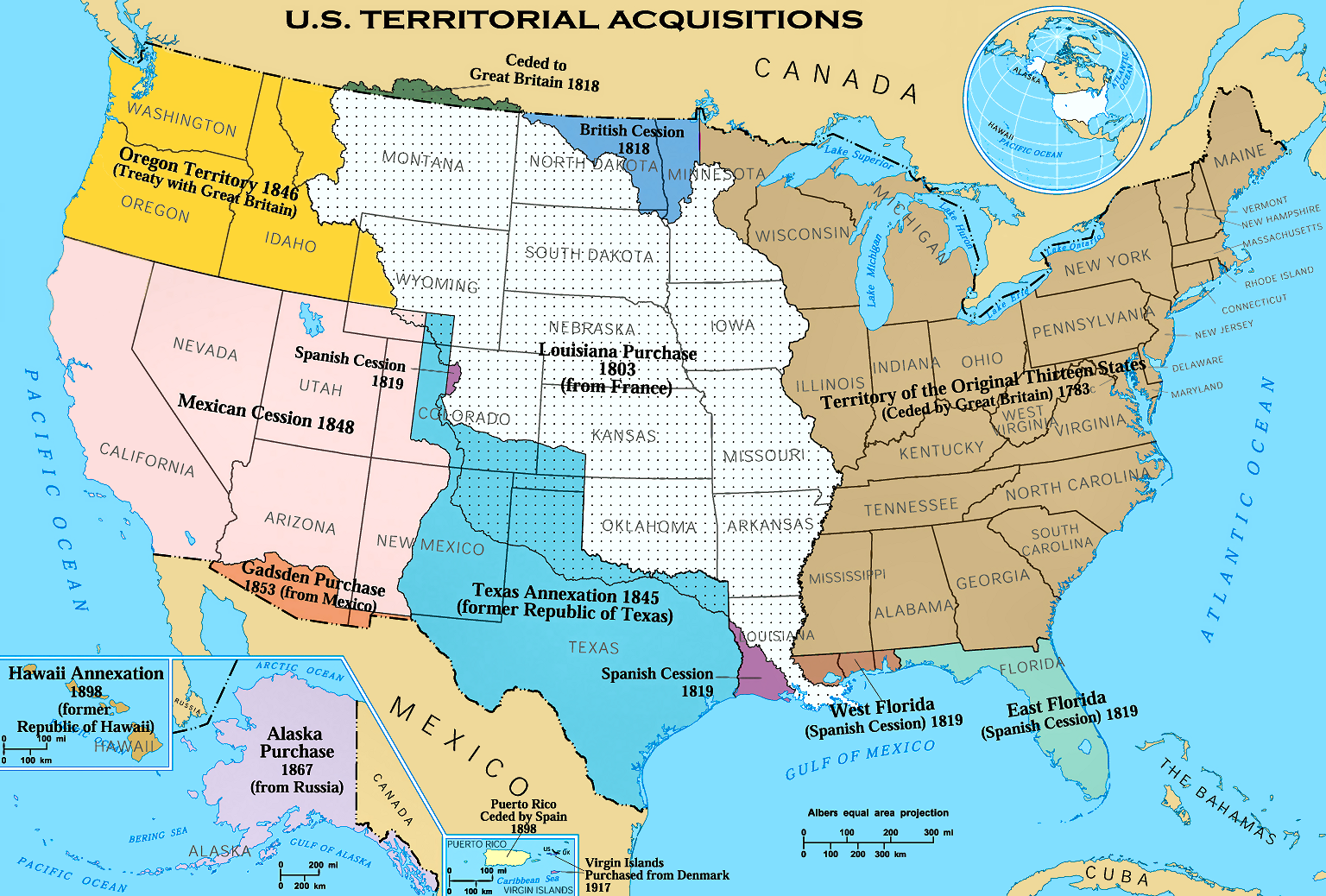
1800년경 북아메리카:

당시 프랑스 왕국과의 동맹 조약 (1778년)에 따라, 미국 독립 전쟁에서 재정적 및 군사적 지원을 받는 대가로 미국은 카리브 제도에서 프랑스의 이익을 방어하기로 동의했다. 조약에 종료일이 없었으므로, 이론적으로 이는 1792년~1797년 제1차 대프랑스 동맹에서 프랑스 제1공화국이 영국에 대항하는 것을 지원하는 것을 포함했다. 프랑스 혁명에 대한 대중의 열정에도 불구하고, 의회에서는 이에 대한 지지가 거의 없었다. 중립 정책은 북부 선주들이 프랑스 항구에 대한 영국 봉쇄를 회피하여 막대한 이익을 얻을 수 있게 했으며, 남부 플랜테이션 소유주들은 1794년 프랑스의 식민지 노예제 폐지가 미친 선례를 우려했기 때문이었다.
1793년 루이 16세의 처형이 기존 협정을 무효화했다고 주장하며, 미국 정부는 1794년 중립법을 통과시켜 1778년 조약의 군사적 의무를 일방적으로 취소했다. 프랑스는 "자비로운 중립"을 기반으로 이를 수용했다. 이는 프랑스 사략선이 미국 항구에 접근하고, 미국 해상포획물 심리 법원에서 영국 포획물을 판매할 권리를 허용했지만, 그 반대는 아니었다.
미국이 "중립"을 다르게 해석한다는 것이 곧 명확해졌고, 1794년 영국과의 제이 조약은 1778년 우호 통상 조약과 직접적으로 모순되었다. 프랑스가 영국과 무역하는 미국 선박을 나포하며 보복했을 때, 효과적인 대응은 영구적인 군사력에 대한 제퍼슨주의자들의 저항으로 인해 방해받았다. 대신, 미국은 독립 전쟁 중 프랑스가 제공한 대출금 상환을 중단했다. 외교를 통한 문제 해결 노력은 1797년 XYZ 사건으로 알려진 분쟁으로 끝났고, 이는 상황을 악화시켰다.

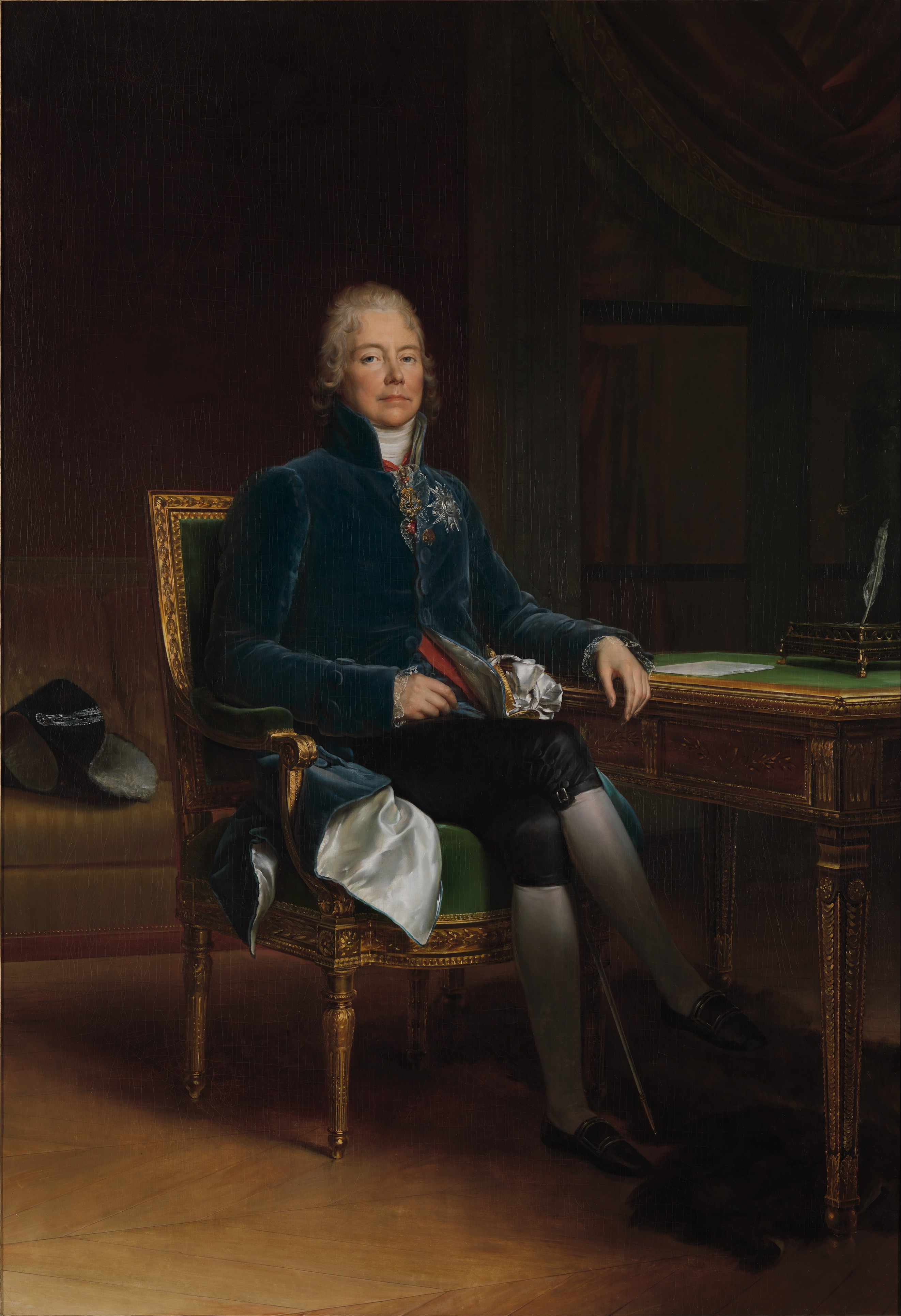
샤를모리스 드 탈레랑페리고르 프랑스 외교부 장관의 초상화.

미국은 또한 북아메리카, 특히 1762년 스페인에 인수되었던 이전 영토인 루이지애나에 대한 프랑스의 야망을 우려했다. 수십 년 동안 미국 정착민들은 1795년 핑크니 조약을 포함한 외교적 노력에도 불구하고 이 지역으로 이주하고 있었다. 1800년까지 거의 40만 명, 즉 미국인의 7.3%가 새로운 주 켄터키주와 테네시주를 포함한 애팔래치아산맥 서쪽 영토에 거주했다.
서부 경제 발전을 위해서는 미시시피강, 특히 핵심 항구인 뉴올리언스에 대한 접근이 필요했으며, 미국은 서부와 남부 국경에 공격적이고 강력한 프랑스보다는 약한 스페인을 훨씬 선호했다. 프랑스 요원들이 루이지애나를 가장 잘 방어하는 방법을 결정하기 위해 군사 조사를 수행하고 있다는 사실이 밝혀지면서 1798년 외국인 및 선동법이 제정되었다.
영국 왕립 해군에 의해 대부분의 함대가 항구에 묶여 있었던 프랑스는 미국 해안선과 카리브해에서 활동하는 사략선에 의존했다. 1798년 7월 7일, 의회는 1778년 조약을 취소하고 미국 해역에서 프랑스 전함에 대한 공격을 승인하여 1798년~1800년 유사전쟁을 초래했다. 200척의 상선을 무장하고, 해군을 확장하며, 영국과 비공식적으로 협력함으로써 미국은 자국 해역에 대한 통제권을 재확립했다.
그러나 존 애덤스 대통령은 외교적 해결책을 찾기를 계속 열망했으며, 1799년 초 윌리엄 반스 머리, 올리버 엘즈워스, 윌리엄 리처드슨 데이비로 구성된 외교 위원회가 승인되었다. 그들의 목표는 1778년 조약을 공식적으로 종료하고, 미국의 중립을 확인하며, 해상 손실에 대한 보상에 합의하고, 유사전쟁을 끝내는 것이었지만, 그들은 1800년 초까지 파리에 도착하지 못했다.
이 지연 동안, 1799년 11월 프랑스 총재정부는 전복되었고, 나폴레옹 보나파르트가 이끄는 통령정부로 대체되었다. 나폴레옹 또한 적대 행위를 끝내기를 열망했는데, 그의 지지층의 중요한 부분이 카리브해의 설탕 생산 섬들에 대한 통제권을 재확립하기를 원했던 부유한 상인들이었기 때문이었다. 이 섬들은 극도로 수익성이 높았다. 1793년 노예제 폐지 이전에는 생도맹그 식민지가 모든 영국령 서인도 제도를 합친 것보다 더 많은 설탕과 커피를 생산했다.

## 협상

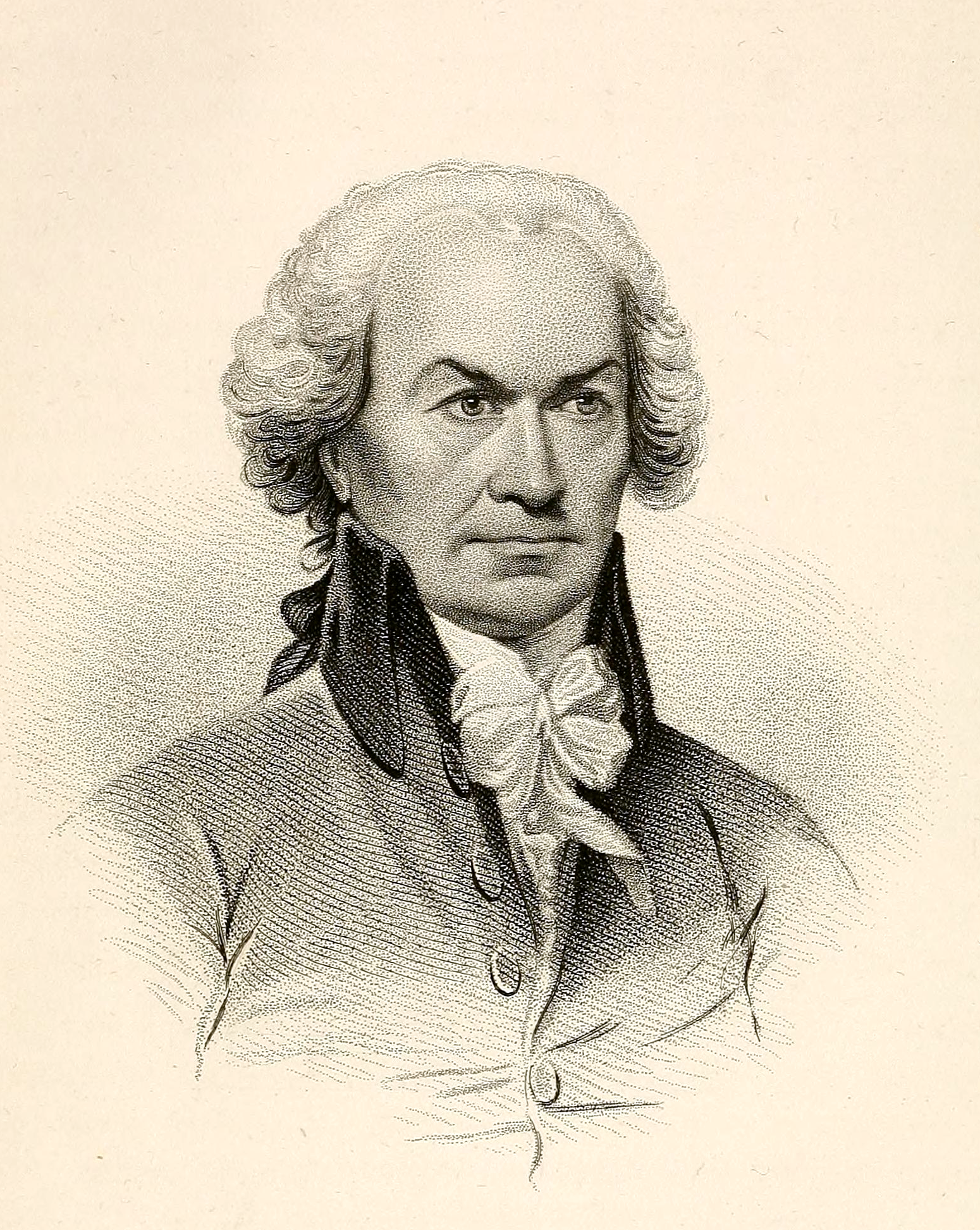
미국 위원회 위원 올리버 엘즈워스

최근에 재임명된 외교부 장관 탈레랑과의 공식적인 논의는 4월이 되어서야 시작되었고 느리게 진행되었다. 주요 문제는 미국이 해상 손실에 대한 2천만 달러의 보상을 요구한 것이었는데, 위원회는 개정된 조약을 논의하기 전에 이 문제를 해결하도록 지시받았다. 프랑스는 디렉토리 정부가 미국 상업에 대해 취한 조치들은 새로운 정부에 의해 취소되었지만, 미국이 부과한 조치들은 방금 갱신되었다고 지적했다. 그들은 보상은 1778년 조약이 유효한 경우에만 적용된다고 주장했다. 즉, 미국이 기존 조약을 확인하고 보상을 받거나, 새로운 조약을 주장하고 아무것도 받지 않아야 한다는 것이었다.
그러나 탈레랑은 조약을 강제할 수 없음을 인정했고, 미국을 유사전쟁의 한 영향이었던 영국과의 비공식 동맹으로 몰아넣기보다는 미국과 우호적인 합의에 도달하는 것을 선호했다. 미국 중립은 북아메리카에 대한 프랑스의 계획에 필수적이었다. 1800년 10월의 비밀 제3차 산일데폰소 조약에 따라, 스페인은 이탈리아 영토를 대가로 루이지애나를 프랑스에 양도하기로 합의했다.
1800년 7월, 러시아는 비공식적인 프랑스의 지지 하에 제2차 무장 중립 동맹을 결성했는데, 이 동맹의 서명국들은 중립 선박의 밀수품 수색이라는 영국의 정책에 저항하기로 합의했다. 이는 탈레랑이 미국인들이 요구한 "자유 무역, 자유 상품, 호송의 자유" 원칙을 양보할 수 있게 해주었고, 6월의 마렝고와 12월의 호엔린덴에서의 승리는 프란츠 2세 황제에게 평화를 강요했다. 1801년 2월의 뤼네빌 조약에서 그는 산일데폰소 조약에서 스페인이 요구했던 이탈리아의 오스트리아 영토를 양도했다. 

## 조항
탈레랑은 이제 북아메리카에 프랑스의 존재를 재확립하기 위한 모든 조각들을 갖추었다. 미국 위원들은 루이지애나 협정의 세부 사항을 알지 못했지만, 그의 입장의 강점을 인식하고 거래를 성사시키기 위해 애썼다. 9월 30일에 서명된 협약은 27개 조항으로 구성되었으며, 대부분은 상업 문제와 관련이 있었다. 이 조항들은 상대방의 상인이 상품을 몰수당하는 것으로부터 서로를 보호하고, 양측에게 최혜국 대우 무역 지위를 보장했다.
가장 중요하고 논란이 많았던 조항은 제2조였는데, 이는 보상에 대한 논의를 '연기'하고, 이 문제가 해결될 때까지 1778년 조약을 중단하기로 합의했다. 협약은 1800년 9월 30일자였지만, 제2조 포함에 대한 논쟁으로 인해 의회는 1801년 12월 21일까지 합의를 비준하지 않았다. 결국 미국 정부는 2천만 달러에 달하는 청구된 손해액에 대해 자국 시민들에게 보상하기로 합의했지만, 상속인들이 마침내 390만 달러의 합의금을 받은 것은 1915년이 되어서였다.

## 그 후

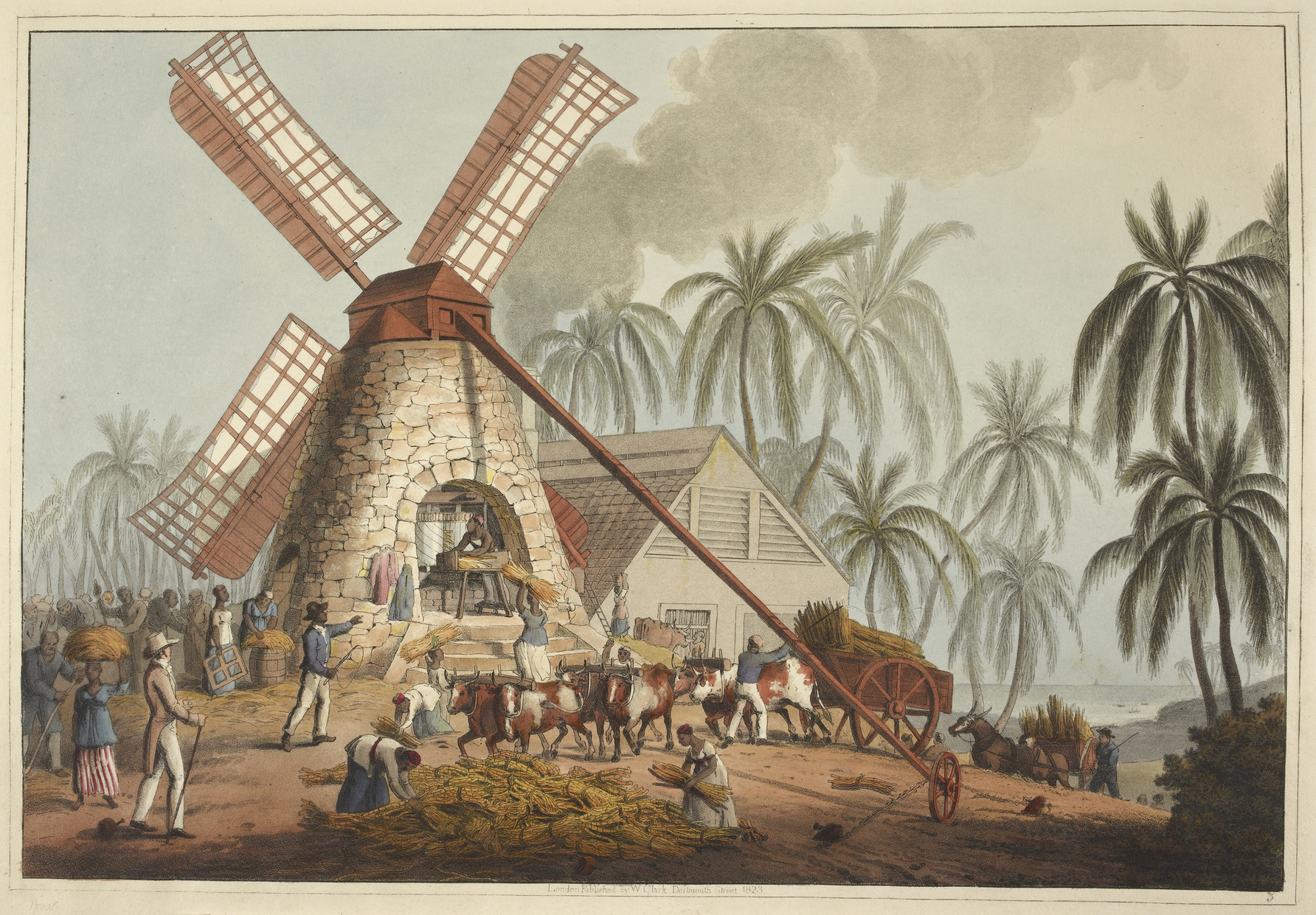
카리브해의 설탕 농장, 1823년; 북아메리카에 대한 프랑스의 경제적 목표는 협약 협상의 핵심 동기였다.

당시 이 협약은 보상에 합의하지 못하고 북아메리카에 대한 프랑스의 야망에 대한 우려를 해결하지 못했기 때문에 미국에서는 대체로 불리하게 여겨졌다. 최근 역사가들은 프랑스와의 분쟁을 종식시킴으로써 궁극적으로 루이지애나 매입을 촉진했고, 상업적 조건에 대한 합의는 필수적이었다고 주장한다. 미국이 자체적으로 이를 강제할 만큼 강력하지 않았기 때문이다.
프랑스와 영국 간의 제2차 대프랑스 동맹을 종식시키기 위한 협상은 1802년 3월 아미앵 조약으로 이어졌다. 비록 단기적인 휴전으로 널리 간주되었지만, 이 조약은 나폴레옹에게 북아메리카 계획을 실행할 기회를 주었다. 1801년 12월, 3만 명의 노련한 프랑스 병력이 생도맹그로 파견되었고, 곧이어 스페인은 루이지애나의 프랑스 양도를 확인했다.
이는 의회에서 큰 우려를 불러일으켰지만, 1803년까지 이 원정이 치명적인 실패였음이 명확해졌다. 원정대장 샤를 르클레르 장군은 황열로 사망했으며, 그의 병사 중 약 22,000명도 사망했다. 생도맹그 없이는 루이지애나가 무의미하다고 결론 내린 나폴레옹은 프랑스와 영국이 다시 적대 행위 직전에 있었으므로, 유럽에서의 작전 자금을 마련하기 위해 이 영토를 매각하기로 결정했다. 1803년 4월, 미국은 이 영토를 1,500만 달러, 즉 8천만 프랑에 매입했다.